# Via para veículos com alta ocupação

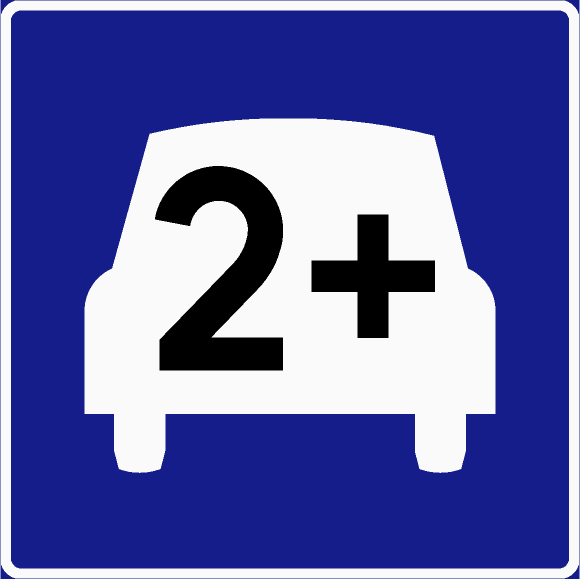
Sinal de trânsito para vias VAO na Noruega.

Uma via para veículos com alta ocupação (VAO) ou via reservada para veículos com ocupação múltipla (VOM) (também conhecida como via VAO, via VOM, via de veículo partilhado, via de losango, via 2+ ou via T2 ou T3 na Austrália e Nova Zelândia) (em inglês: high-occupancy vehicle lane) é uma via de trânsito restrita e reservada em períodos da hora de ponta ou mais longos para o uso exclusivo de veículos com condutor e um ou mais passageiros, incluindo vans (carrinhas) e carros partilhados e ônibus (autocarros) de transporte público. O nível mínimo de ocupação normal é de 2 ou 3 ocupantes. Vários municípios aceitam também a circulação de outros veículos, incluindo motociclos, ônibus (autocarros) fretados, veículos de emergência e policiais, veículos de baixa emissão e outros veículos verdes, e/ou obrigam os veículos ocupados apenas com o condutor ao pagamento de pedágio (portagem) para circularem nas vias VAO. As vias VAO são normalmente criadas para incrementar a ocupação média do veículo e as pessoas que nele viajam com o objetivo de reduzir o congestionamento automóvel e a poluição atmosférica, embora a sua eficácia seja questionável.

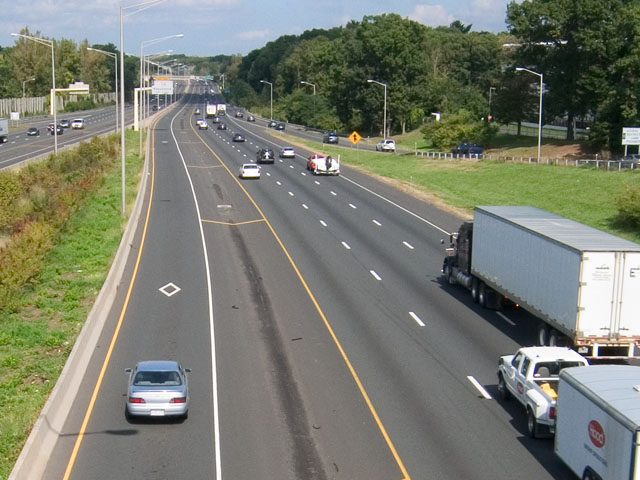
Via para veículos com alta ocupação, na I-91 perto de Hartford, Connecticut, Estados Unidos da América.

Comunidades e grupos de partilha de veículos, criadas localmente ou patrocinadas pelo empregador, conferem aos condutores uma forma de aumentar a ocupação. Em locais sem estes serviços, as comunidades e grupos online de partilha de veículos (online rideshare, em inglês) podem servir com um propósito semelhante. Filas de veículos partilhados ocasionalmente (slugging, em inglês) são comuns em alguns locais, onde condutores solitários recolhem um passageiro para partilhar a viagem e permitir o uso da via VAO. As vias de pedágio (portagem) de alta ocupação (vias PAO) foram introduzidas nos Estados Unidos da América para permitir aos veículos ocupados apenas com o condutor usar a via VAO mediante o pagamento de uma taxa variável, que geralmente varia em função da procura.

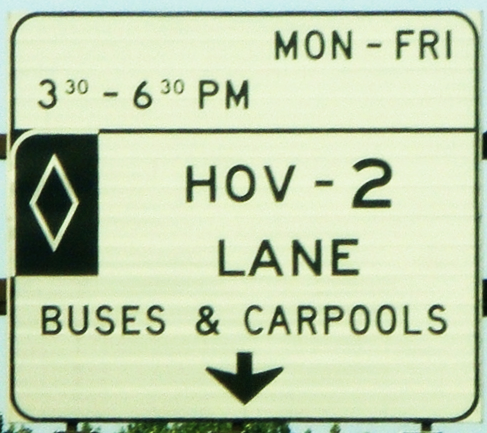
Sinal de trânsito para via VAO nos E.U.A. com o símbolo de losango ou de diamante.

## Desenho e operações
As vias VAO podem ser uma única via de trânsito dentro da faixa de rodagem principal com marcações distintivas; ou uma faixa de rodagem separada com uma ou mais vias de trânsito paralelas às vias gerais; ou com passagens desniveladas, acima ou abaixo das vias gerais. Por exemplo, a Interestadual 110 na Califórnia tem quatro vias VAO num tabuleiro superior de um viaduto.
As vias VAO permitem ao trânsito de veículos partilhados ultrapassar áreas de congestionamento habitual em muitos locais, e uma via VAO pode operar como uma via reversível, funcionando no sentido do fluxo de tráfego dominante tanto de manhã quanto à tarde. Todas as vias de uma secção de 16 km (10 milhas) da Interestadual 66 nos subúrbios de Washington, D.C., funcionam como uma via VAO reversível durante a hora de ponta no sentido dominante do fluxo automóvel.
A diferença de velocidade do trânsito entre as vias VAO e as vias de uso geral cria uma situação potencialmente perigosa se as vias VAO não estiverem separadas por uma barreira. Um estudo do Instituto de Transporte do Texas descobriu que as vias VAO que não possuem separações com barreira física causaram um incremento de 50% nos acidentes com ferimentos.

## Variantes

### Via de acesso e trânsito comercial
Uma via de acesso e trânsito comercial (via ATC) (business access and transit (BAT) lane, em inglês) é um tipo de via VAO que permite que todo o trânsito entre na via VAO num pequeno segmento, a fim de permitir o acesso a outras ruas e espaços comerciais.

### Via de pedágio (portagem) de alta ocupação

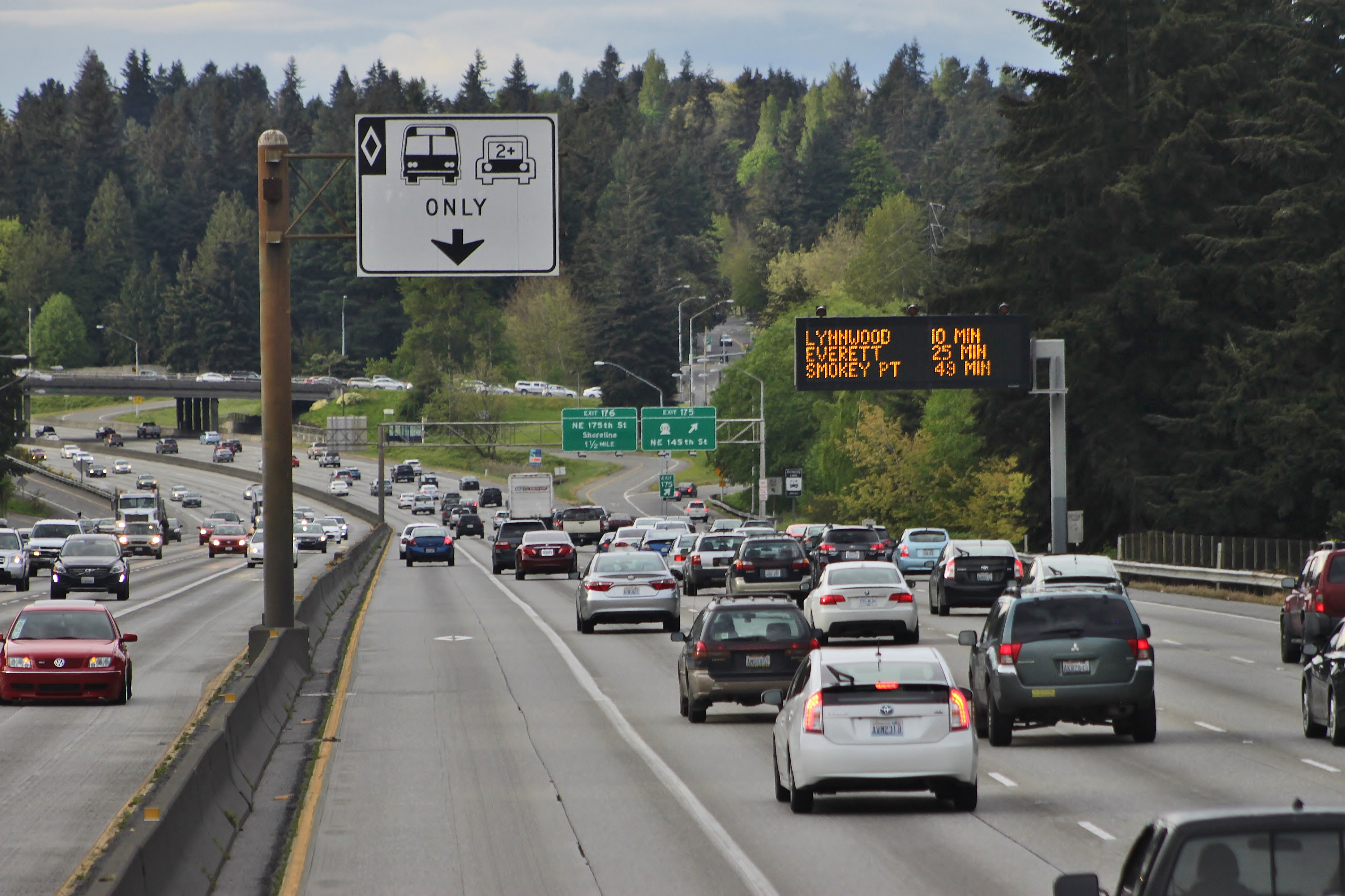
Uma via para veículos com alta ocupação na Interestadual 5 em Seattle, Washington, Estados Unidos da América.

Como algumas vias VAO não são utilizadas na sua capacidade máxima, os utilizadores de veículos de ocupação baixa ou única podem ser autorizados a usar uma via VAO se pagarem um pedágio (portagem). Este sistema é conhecido como via de pedágio (portagem) de alta ocupação (ou vias PAO) e foi introduzido principalmente nos Estados Unidos. A primeira implementação prática foi o antigo pedágio (portagem) privado das 91 Express Lanes, em Orange County, Califórnia, em 1995, seguido em 1996 pela Interestadual 15, a norte de San Diego. De acordo com o Texas A & M Transportation Institute, até 2012 havia 294 milhas de vias VAO / Expressas e 163 milhas de vias VAO / Expressas em construção nos Estados Unidos.

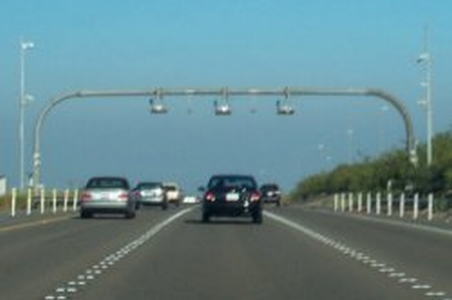
Pórtico de pedágio (portagem) RFID FasTrak numa via VAO em Orange County, Califórnia.

Os condutores solitários apenas são autorizados a usar as vias VAO mediante o pagamento de uma taxa que varia de acordo com a procura. Os pedágios (portagens) mudam ao longo do dia de acordo com as condições do trânsito em tempo real, sendo que a intenção desta variação é gerir o número de veículos nas vias de modo a manter bons tempos de viagem.
Os proponentes afirmam que todos os condutores beneficiam com as vias VAO, mesmo aqueles que optam por não usá-las. Este argumento aplica-se apenas a projetos que aumentam o número total de vias. Os proponentes também afirmam que as vias VAO fornecem um incentivo para a partilha de viagens. Houve controvérsia sobre este conceito, e os esquemas das vias VAO foram chamados de vias "Lexus", já que os críticos vêem este novo esquema de preços como um privilégio para os ricos.
Os pedágios (portagens) das vias VAO são recolhidos em cabines manuais, reconhecimento automático de matrículas ou sistemas de cobrança eletrónica de pedágios (portagens). Alguns sistemas usam transmissores RFID para monitorizar a entrada e saída da via e cobrar os condutores em função da procura. Normalmente, os valores dos pedágios (portagem) aumentam à medida que a densidade do tráfego e o congestionamento dentro das vias com pedágio (portagem) aumentam, uma política conhecida como preços de congestionamento. O objetivo deste sistema de preços é minimizar o congestionamento de trânsito dentro das vias.

## Veículos permitidos

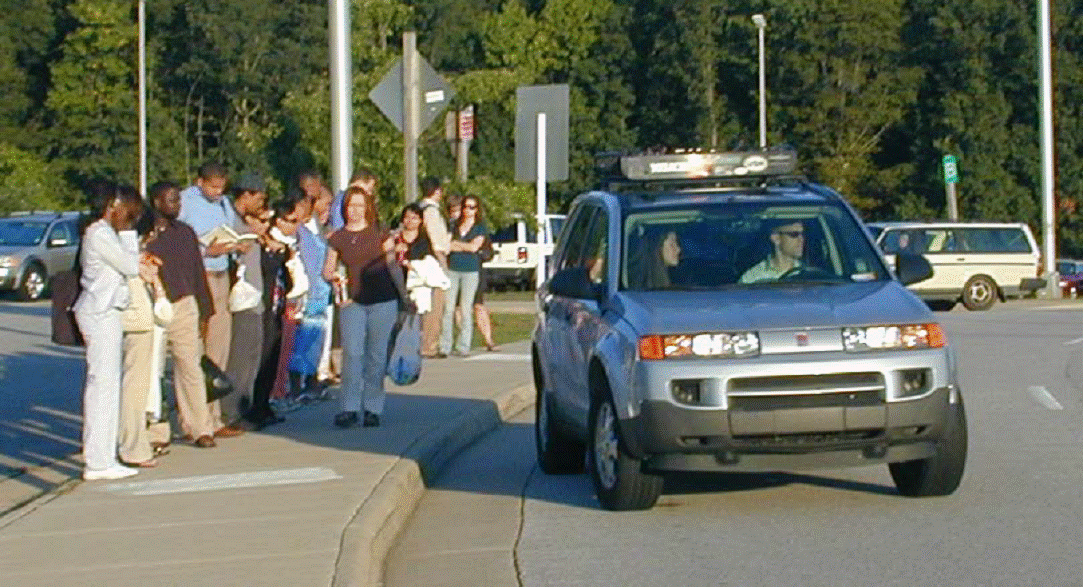
Uma área de slugging, onde os condutores solitários procuram um passageiro para partilhar a viagem e poder usar a via VAO.

A permissão para a utilização da via VAO varia de acordo com o regulamento de cada país, sendo que os seguintes veículos podem ser incluídos:
- Automóveis particulares e táxis com um número mínimo de ocupantes humanos (geralmente dois ou três), incluindo bebés de qualquer idade (mas somente após o nascimento).[16]
- Veículos verdes com um único ocupante, tais como veículos elétricos híbridos, híbridos plug-in e veículos elétricos com bateria.[17]
- Veículos com um único ocupante mediante o pagamento de uma taxa variável (só com pedágio (portagem) de alta ocupação).
- Motociclos[18] - motociclos são permitidos através da lei federal das vias VAO dos Estados Unidos (Título 23, Secção 166).[19] Eles não podem usar vias VAO no estado de Ontário, a menos que tenham dois passageiros.[20]
- Ônibus (autocarros) projetados para transportar dezasseis ou mais passageiros, incluindo o condutor.[16]
- Veículos utilitários públicos quando respondem a chamadas de emergência.[16]
- Bicicletas.[18]

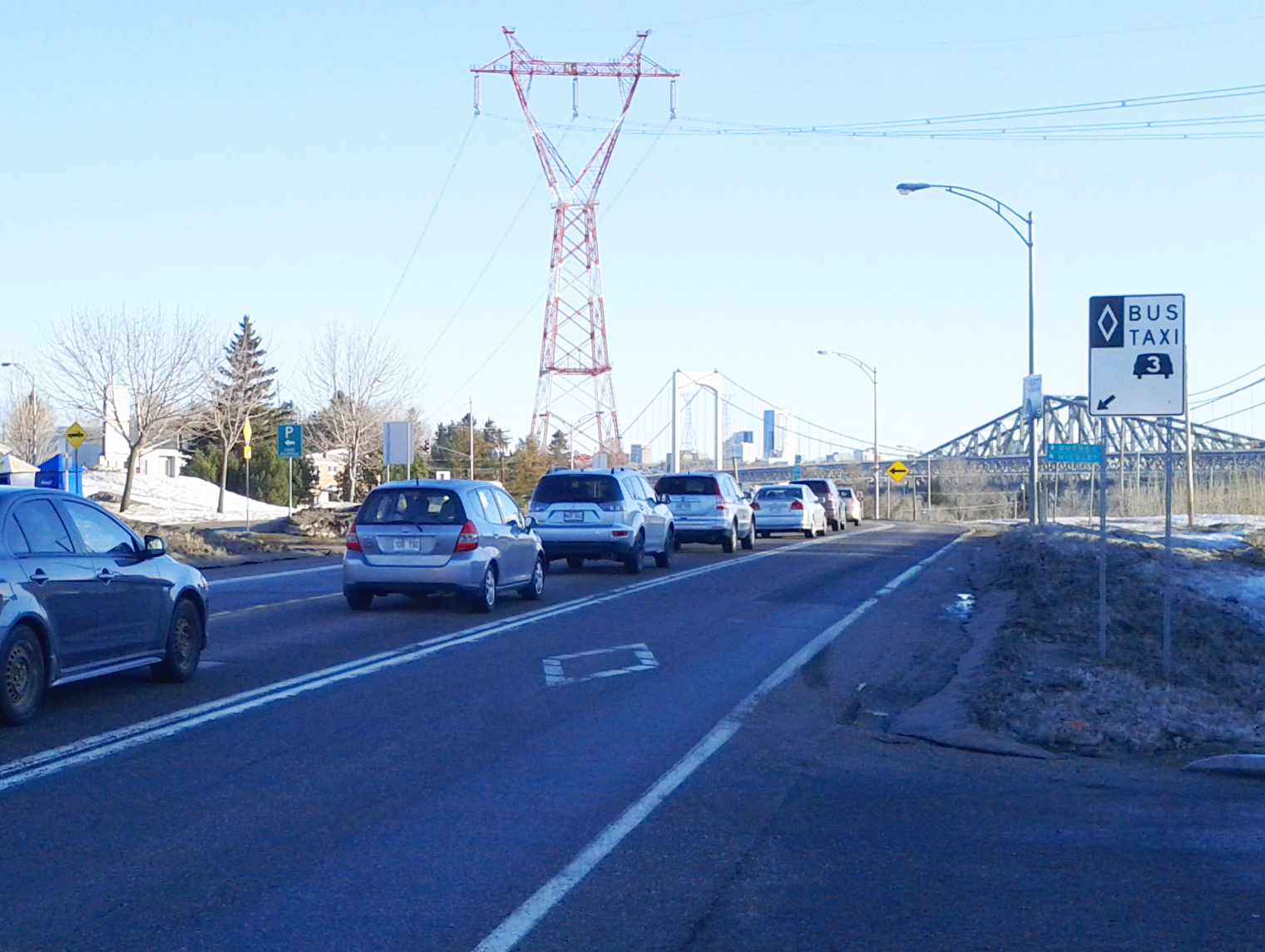
Uma via reservada para VAOs na Route 116, no setor Saint-Nicolas da cidade de Lévis, Quebeque, Canadá.

Os regulamentos das vias VAO da cidade de Nova Iorque anteriores a 2008 não permitiam a emissão de cartões de utilizador de via VAO para motociclistas, o que levou a várias reclamações da American Motorcyclist Association. No entanto os regulamentos foram revistos para cumprir as regulamentações federais indicadas acima.
Em algumas províncias como Ontário, no Canadá, os táxis e as vans (carrinhas) do aeroporto podem usar as vias VAO mesmo quando não houver passageiros presentes porque o veículo "poderá retornar ao serviço mais rapidamente depois de deixar os passageiros ou chegar mais cedo para recolher passageiros, movendo assim mais pessoas para seus destinos com menos veículos".
Na Virgínia, os passageiros formam as chamadas "filas de lesma" (sluglines, em inglês), onde os condutores solitários recolhem um ou mais passageiros de uma das "filas de slug" criadas de propósito para se poder conduzir nas vias do tipo VAO pela Interestadual 95/395; o condutor solitário estaciona perto das sluglines e grita o seu destino, e as pessoas na fila que vão para aquele destino entram no carro por ordem de chegada.

## Conformidade, fiscalização e prevenção

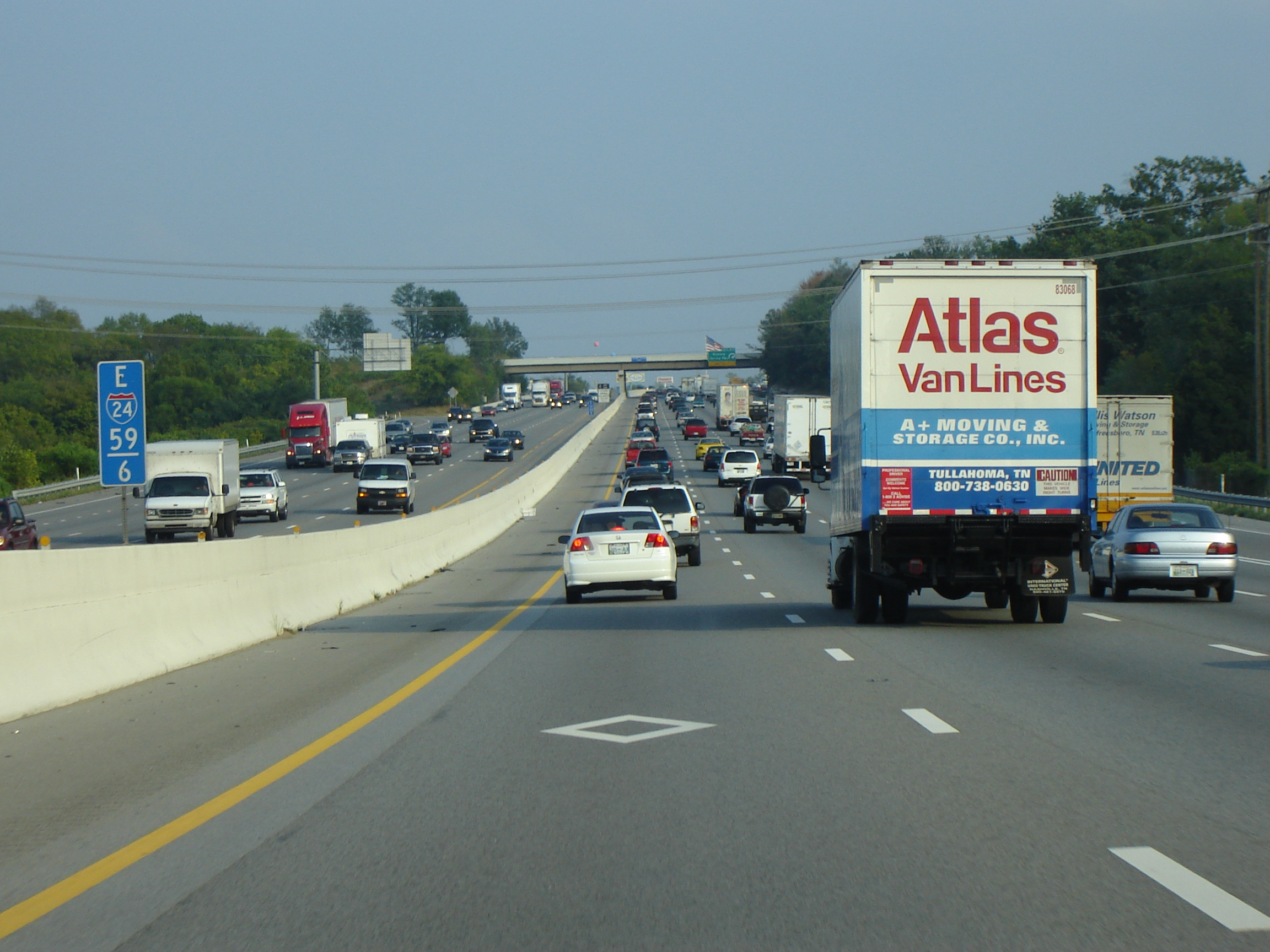
Uma via "semi-VAO" na Interestadual 24 em Nashville, Tennessee, E.U.A.. Estas vias funcionam como uma via VAO apenas durante os dias de semana nas horas de ponta, e como vias regulares no resto do tempo.

Geralmente são aplicadas multas aos condutores de veículos não qualificados que usam as vias VAO.
Após a introdução das vias VAO no Reino Unido, alguns condutores solitários colocaram bonecos insufláveis no banco do passageiro, uma prática que persiste hoje em dia, mesmo que agora seja ilegal. Câmeras de vigilância que conseguem distinguir entre humanos e manequins ou bonecos foram testadas no Reino Unido em 2005.
Nos Estados Unidos da América, as autoridades policiais documentaram uma variedade de métodos usados pelos condutores solitários na tentativa de contornar as regras de utilização das vias VAO:
- Colocação de manequins de lojas, bonecos insufláveis, sacos de kickboxing ou recortes de papelão no banco do passageiro;
- Suportes de poliestireno expandido com perucas e balões com as faces desenhadas, colocados no apoio de cabeça do banco do passageiro;
- Aperto do cinto de segurança do lado do passageiro e fingir falar com alguém reclinado naquele assento;
- Tingir o para-brisa dianteiro e / ou abaixar a viseira do lado do passageiro numa tentativa de obstruir a vista no banco do passageiro;
- Cobrir um assento infantil vazio com um cobertor e / ou colocar um boneco nele;
- Amarrar cães, gatos ou outros animais de estimação no banco do passageiro.[26]

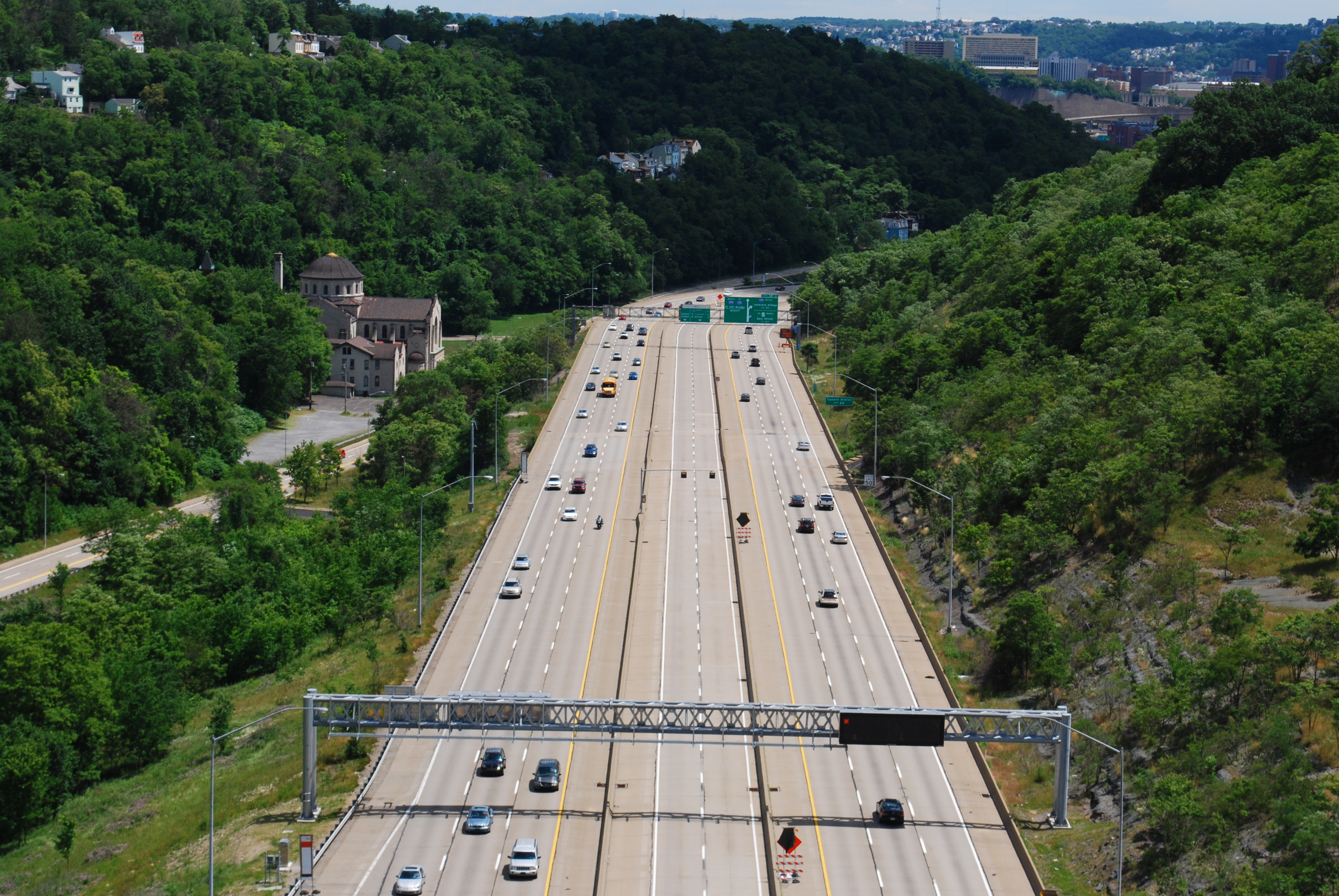
Vias VAO reversíveis e dedicadas na Interestadual 279, nos arredores da cidade de Pittsburgh, Pensilvânia, Estados Unidos da América.

No início de 2006, uma mulher do Arizona afirmou que tinha sido indevidamente multada por usar a via VAO porque o feto que ela carregava no útero justificava o uso da via, observando que as leis de trânsito do Arizona não definem o que constitui uma pessoa. No entanto, um juiz subsequentemente decidiu que, para se qualificar como "indivíduo" sob as leis de trânsito do Arizona, o indivíduo deve ocupar um espaço "separado e distinto" num veículo. Do mesmo modo, na Califórnia, para se usar as vias VAO, deve haver dois (ou em alguns municípios, três) indivíduos separados ocupando assentos num veículo, sendo que um feto não conta para esse requisito.
Em 2009 e 2010, verificou-se que as taxas de não conformidade nas vias VAO em Brisbane, na Austrália, estavam-se aproximando de 90%. A fiscalização aprimorada levou ao aumento da conformidade, o tempo médio de viagem de ônibus (autocarro) caiu cerca de 19% e a taxa de ocupação dos veículos aumentou 12%.
Em fevereiro de 2010, uma mulher de 61 anos tentou fazer passar um manequim de tamanho real como passageiro para usar a via VAO no estado de Nova Iorque. Um polícia numa patrulha da via VAO de rotina ficou desconfiado quando percebeu que o alegado passageiro usava óculos de sol e usava o visor numa manhã nublada. Quando o polícia se aproximou do veículo, ele descobriu que o "passageiro" era, de fato, um manequim de batom, óculos de sol, uma peruca longa e uma suéter azul. O condutor recebeu uma multa de trânsito por usar a via VAO sem um passageiro humano, o que acarretou uma multa de US $135 em 2010 e a retirada de dois pontos na carteira de motorista (carta de condução).
Em janeiro de 2013, um condutor tentou alegar que os Certificados de Registo das suas empresas, que haviam sido colocados no banco do passageiro, constituíam uma pessoa, citando o princípio da personalidade das empresas e o Código da Estrada do estado da Califórnia, que define uma pessoa como "pessoas físicas e jurídicas". Este argumento foi rejeitado no tribunal de trânsito, onde o juiz comentou: "O senso comum diz que carregar uma pilha de papéis no banco da frente não alivia o congestionamento do trânsito".
Em março de 2015, um condutor tentou usar um recorte de papelão do ator Jonathan Goldsmith para aceder a uma via VAO em Fife, Washington. O polícia observou que outros motoristas haviam usado sacos de dormir em tentativas anteriores de aceder à via VAO.

## Eficácia
De acordo com dados de 2009 dos censos dos E.U.A., 76% dos condutores que se deslocam para trabalhar fazem-no sozinhos e apenas 10% de forma partilhada. Para residentes suburbanos que se deslocam para trabalhar no centro de uma cidade, a taxa de condução individual é de 82%.
Algumas vias VAO subutilizadas em vários estados foram convertidas em vias de pedágio (portagem) de alta ocupação (vias PAO), que possibilitam aos condutores solitários o acesso às vias VAO mediante o pagamento de um pedágio (portagem).
As vias VAO também são uma maneira eficaz de gerir o tráfego após os desastres naturais, como ocorreu na cidade de Nova Iorque após o furacão Sandy em outubro de 2012. Na época, o prefeito Bloomberg proibiu a entrada de veículos de passageiros com menos de três ocupantes em Manhattan. A restrição afetou todas as pontes e túneis que entram na cidade, exceto a Ponte George Washington.

## Galeria

Sinal padrão de trânsito exclusivo nos Estados Unidos. O símbolo de losango (◊) indica uma via exclusiva de caráter preferencial, neste caso uma via VAO (HAO, em  inglês) para veículos com um ou mais ocupantes.
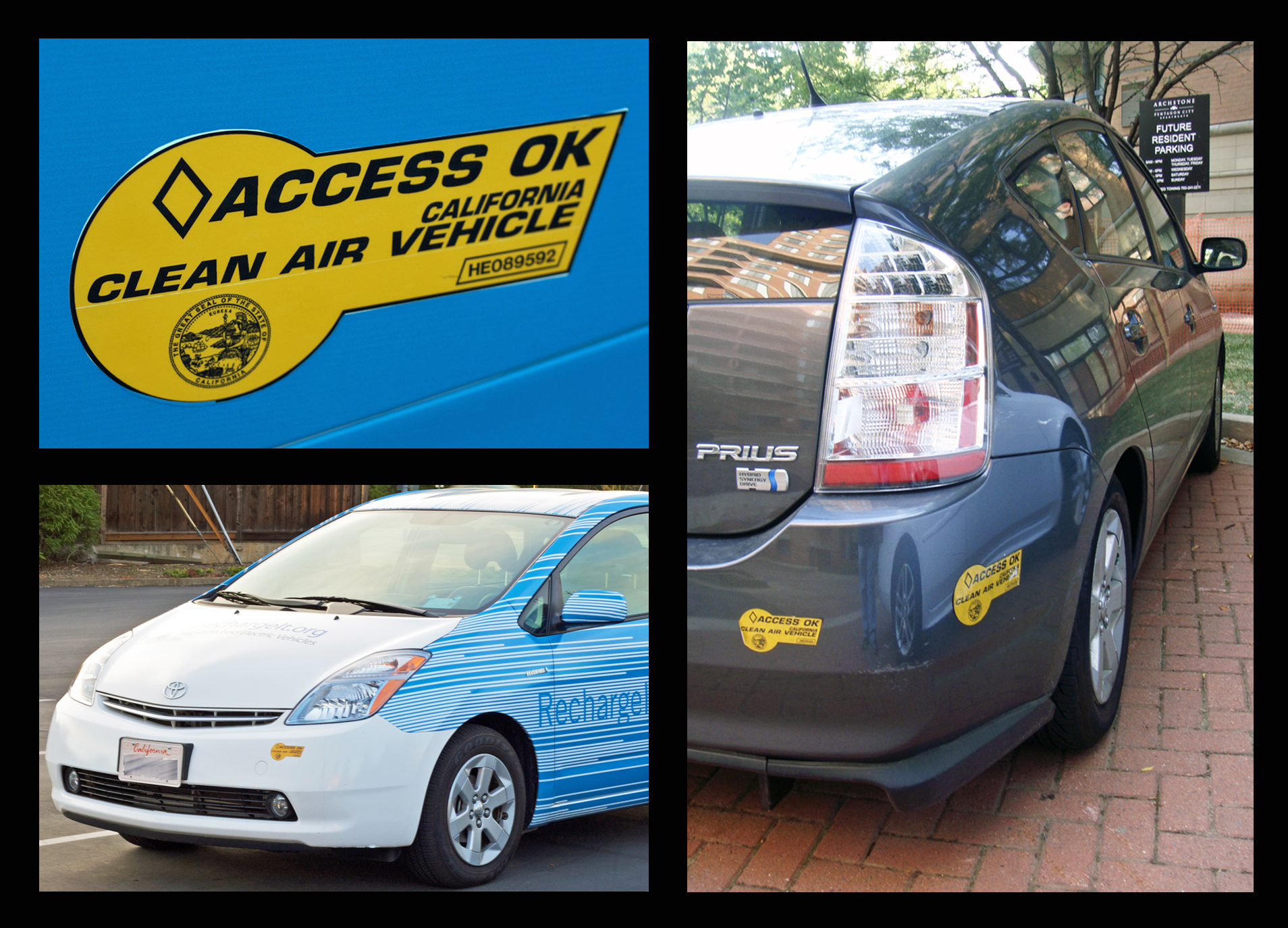
Autocolante de via VAO utilizado na Califórnia para os veículos híbridos elétricos (o benefício expirou em 1 de julho de 2011).
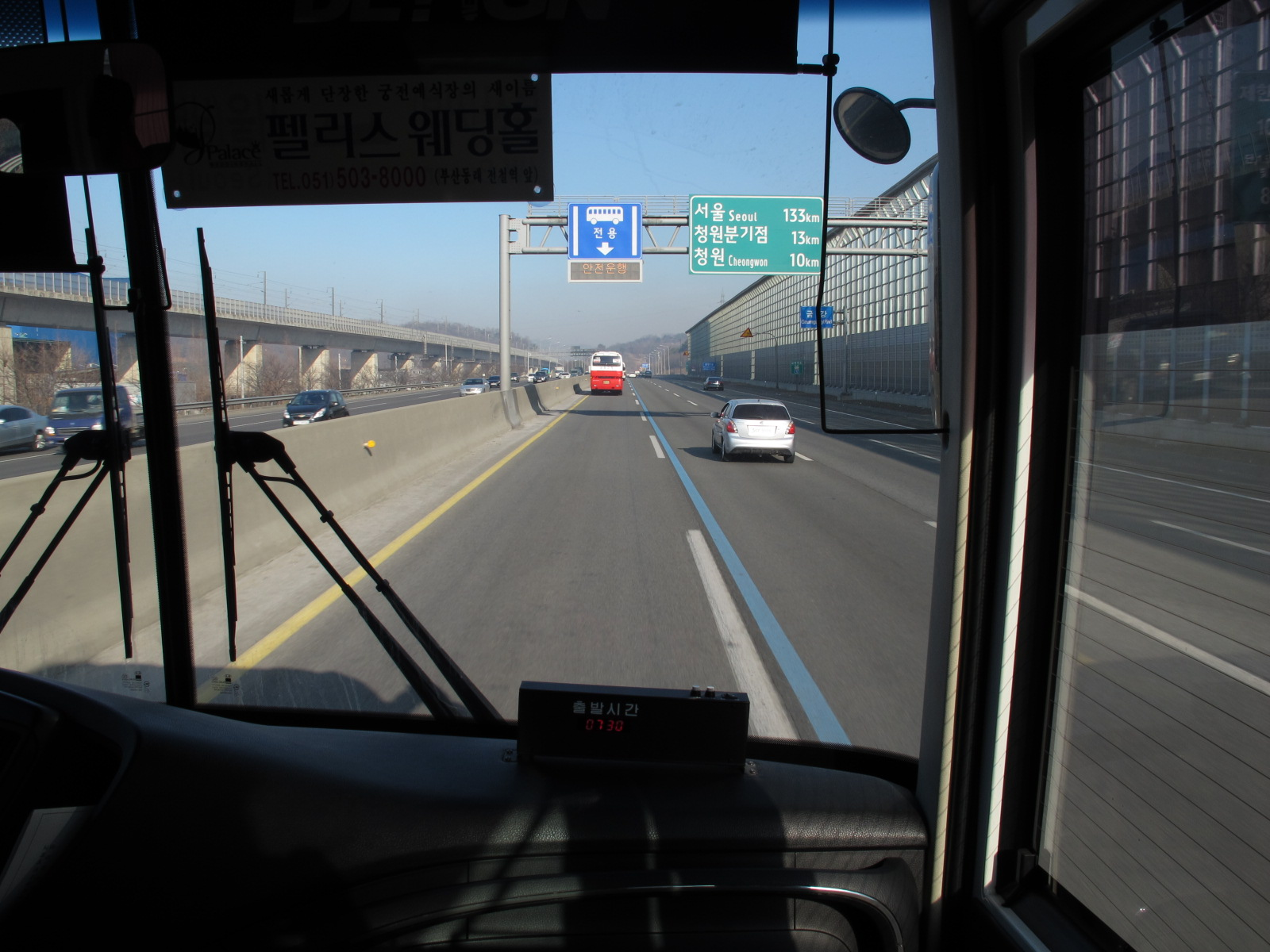
Via VAO de uma autoestrada (via VAO-9) na Via Expresso Gyeongbu, na Coreia do Sul.
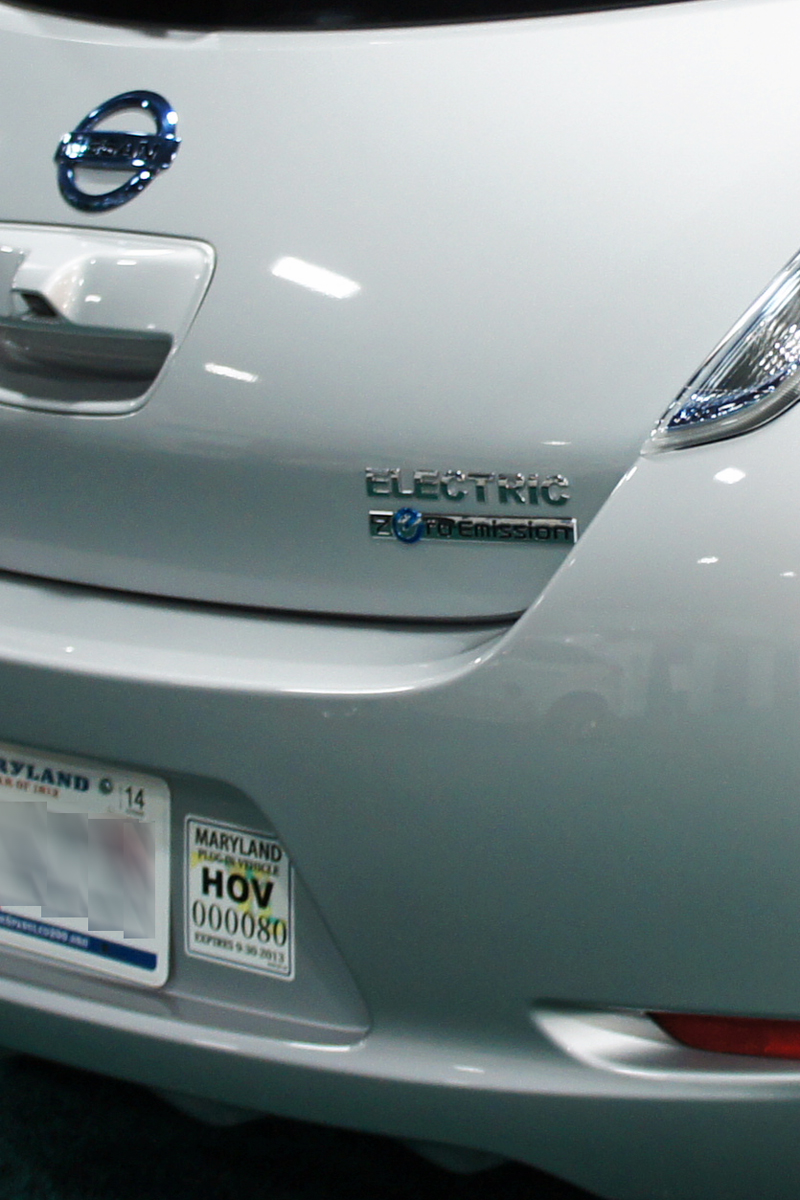
Carro elétrico Nissan Leaf com o autocolante utilizado no estado de Maryland para identificar os veículos elétricos plug-in com um único ocupante que estão autorizados a usar as vias VAO.
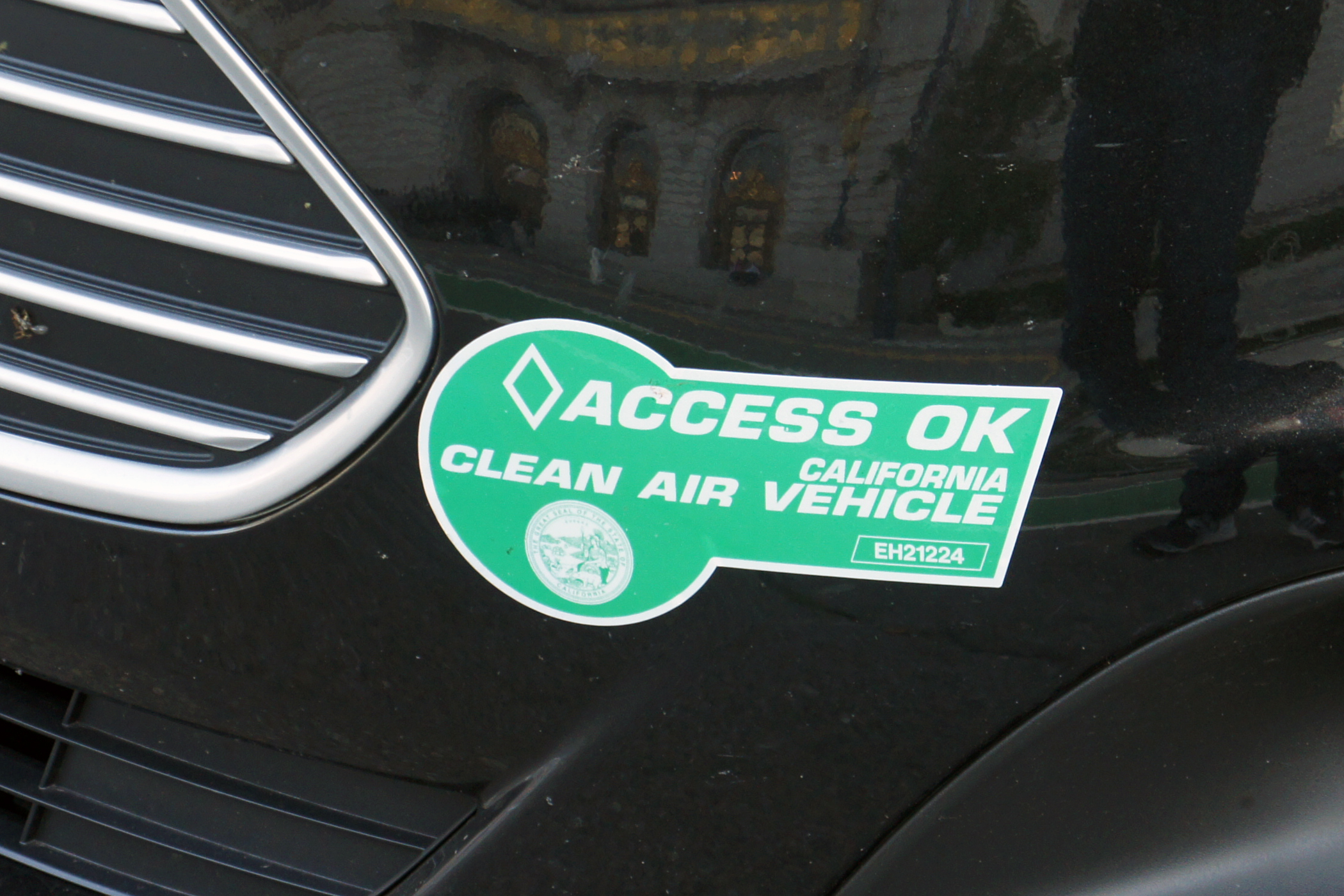
Autocolante verde do Estado da Califórnia destinado a Veículos de Ar Limpo para permitir o acesso dos híbridos plug-in às vias VAO.
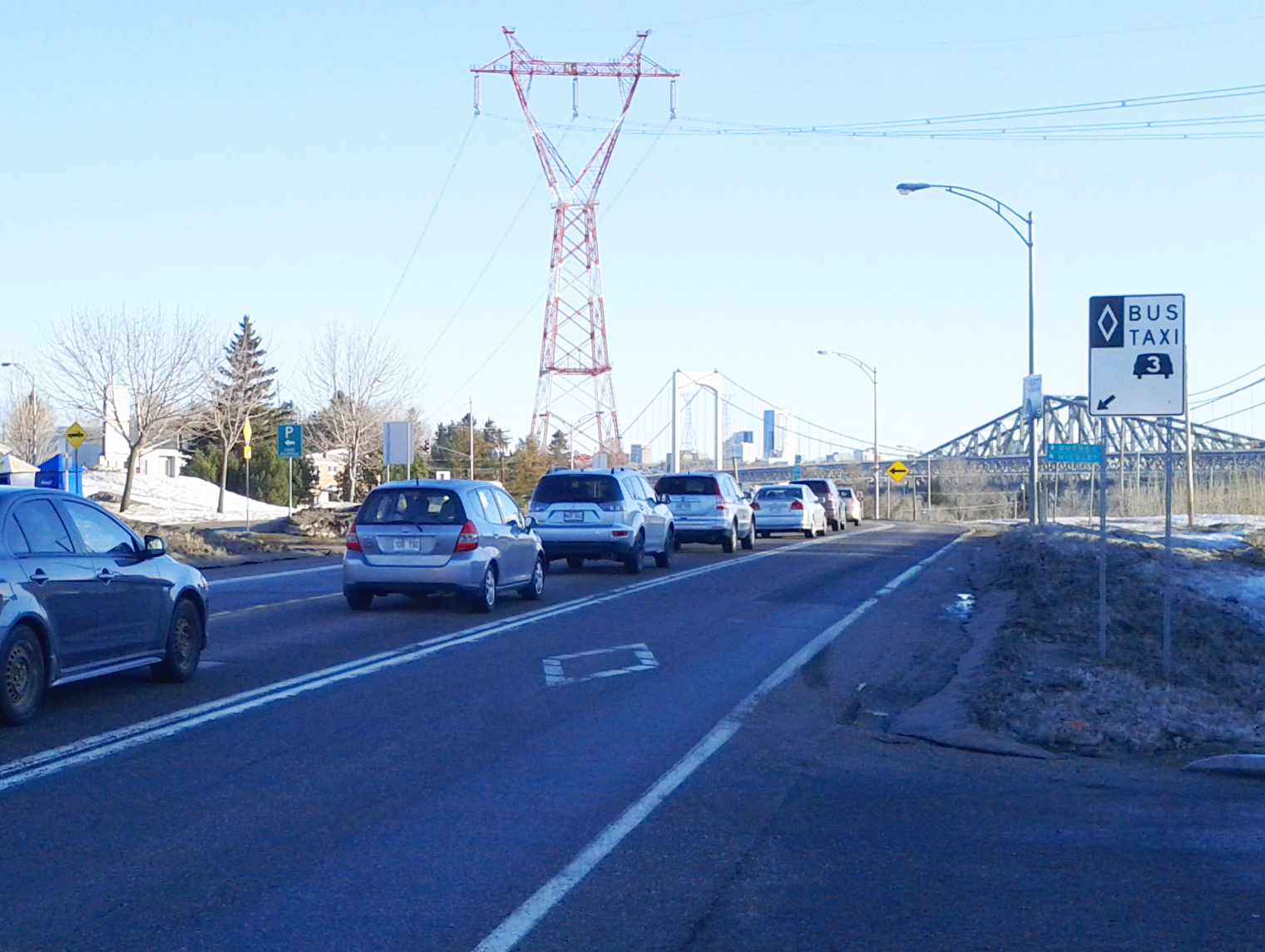
Uma via T3 VAO/BUS na Route 116, em Lévis, Quebec, Canadá.

## Exemplos de cidades com vias VAO no mundo

### Na América do Norte
Na América do Norte, as seguintes metrópoles utilizam este tipo de via de tráfego (lista não exaustiva):
- Atlanta, Geórgia,  Estados Unidos da América

- Denver,  Estados Unidos da América
- Houston, Texas,  Estados Unidos da América
- Los Angeles, Califórnia,  Estados Unidos da América
- Montreal, Quebec,  Canadá
- Nova Iorque, Nova Iorque,  Estados Unidos da América
- Ottawa, Ontario,  Canadá
- Wetaskiwin, Alberta,  Canadá
- Pittsburgh, Pensilvânia,  Estados Unidos da América
- San Diego, Califórnia,  Estados Unidos da América
- Seattle, Estado de Washington,  Estados Unidos da América
- Vancouver, Colúmbia Britânica,  Canadá
- Washington D.C.,  Estados Unidos da América[36] (após 1992[37])
- Winnipeg, Manitoba,  Canadá.

### Na Europa
Existem alguns exemplos conhecidos de vias reservadas para veículos com alta ocupação (vias VAO) na Europa. O projeto europeu ICARO (aumento da ocupação de carros) tornou possível criá-los em Leeds, Bristol e Madrid.
- Gallaird / Thônex,  França /  Suíça
- Amesterdão,  Países Baixos
- Bristol,  Reino Unido
- Leeds,  Reino Unido (após 1998)
- Linz,  Áustria
- Madrid,  Espanha
- Trondheim,  Noruega (2001).

### Nas restantes partes do mundo
Noutros continentes também existem alguns exemplos de vias VAO:
- Argel,  Argélia
- Auckland,  Nova Zelândia
- Brisbane,  Austrália
- Sydney,  Austrália

De 2012 a 2016, a capital da Indonésia, Jacarta, impôs uma obrigação de partilha dos veículos com três passageiros nas principais estradas de acesso ao centro da cidade durante a hora de ponta (das 7h às 10h e das 16h30 às 19h). De acordo com um estudo publicado em 7 de julho de 2017 na revista Science, a suspensão dessa medida aumentou o tempo de deslocação nas horas de ponta em 46% pela manhã e em 87% ao final da tarde, ilustrando uma certa eficiência do sistema, apesar do surgimento de pessoas remuneradas para ocupar a função dos passageiros, denominadas "jóqueis".